# Jasaczna
Jasaczna (ros. Ясачная, Jasacznaja) – rzeka w azjatyckiej części Rosji, w Jakucji; lewy dopływ Kołymy. Długość 490 km; powierzchnia dorzecza 35 900 km².
Źródła w Górach Czerskiego; płynie w kierunku północnym po Nizinie Kołymskiej, w środkowym i dolnym biegu liczne meandry i starorzecza. Zasilanie śniegowo-deszczowe; zamarza od października do maja. Główne dopływy: Omulowka, Rassocha (lewe).
Żeglowna od ujścia Omulowki. Przy ujściu do Kołymy leży osiedle Zyrianka.